# Позичальник
Позичальник — сторона в кредитних відносинах, яка одержує кредит і бере зобов'язання повернути у встановлений термін позичену вартість і сплатити відсоток за час користування позикою.

## Позичальник — сторона за договором кредиту
У рамках кредитних відносин той самий економічний суб'єкт може виступати одночасно як кредитор і як позичальник. Тоді, коли підприємство отримує в банку кредит, воно є позичальником, а банк — кредитором. Якщо підприємство зберігає свої кошти в банку, воно є кредитором, а банк — позичальником.

## Позичальник — сторона за договором позики
У рамках відносин позики позичальник є стороною у відносинах із кредитором, яка приймає певну суму грошей або інші речі, визначені родовими ознаками. Позичальник відповідно до договору позики зобов'язується повернути кредитору таку ж суму грошей (суму позики) або рівну кількість інших отриманих ним речей того ж таки роду та якості.

## Класифікація позичальників за ознакою стабільності
У гіпотезі Гаймана Мінські про фінансову нестабільність виділено три класи позичальників: перший - це хедж-фінансування, за якого боржник може розплатитися і за відсотками, і за тілом боргу, другий - спекулятивне фінансування, коли грошового потоку позичальників вистачає для сплати відсотків, але не тіла боргу, третій - Понці-фінансування (від імені знаменитого італійського "пірамідобудівника" ) - грошового потоку не вистачає вже й на виплату відсотків. У засобах масової інформації позичальників третього класу називають компаніями-зомбі.